# Tùng Khê, Nam Bình
Tùng Khê (chữ Hán giản thể: 松溪县, âm Hán Việt: Tùng Khê huyện) là một huyện của địa cấp thị Nam Bình, tỉnh Phúc Kiến. Cộng hòa Nhân dân Trung Hoa. Huyện Tùng Khê giáp Phổ Thành về phía bắc, nam giáp Chính Hòa, tây giáp Kiến Dương, đông giáp Khánh Nguyên của Chiết Giang. Huyện này có diện tích 1040,2 km², dân số 157.800 người. Ngôn ngữ thông dụng ở đây là tiếng Mân Bắc. Huyện Tùng Khê được chia thành 3 trấn và 6 hương. Các đơn vị này được chia thành 101 thôn hành chính, 7 uỷ ban cư.
- Trấn: Tùng Nguyên, Vị Điền, Trịnh Đôn.
- Hương: Hà Đông, Hoa Kiều, Cựu Huyện, Tùng Nguyên, Khê Đông, Tổ Đôn.